# 马瑞奇
马瑞奇（1973年—），河南安阳人，汉族，中华人民共和国政治人物、第十一届全国人民代表大会解放军代表。
毕业于南京政治学院法律专业，是中共党员。担任总装某试验训练基地弹药库教导员。2008年起担任全国人大代表。